# میگل روبلس (شناگر)
میگل روبلس (به انگلیسی: Miguel Robles) (زادهٔ ۱۲ ژوئیهٔ ۱۹۸۷) شناگر اهل مکزیک است.